# 天主教龙多诺波利斯-吉拉廷加教区
天主教龍多諾波利斯-吉拉廷加教區（拉丁語：Dioecesis Rondonopolitana），是巴西一個天主教教區，位於馬托格羅索州東南部，屬庫亞巴總教區。
沙帕達自治監督區成立於1943年7月13日，1961年11月25日易名。1986年2月15日升為教區。2014年6月25日吉拉廷加教區併入並易名至今。
2014年有教友255,000人，佔總人口78.1%。有十九個堂區、司鐸卅二人。現任教區主教為茹文蒂諾·克斯特林。